# Sasebo

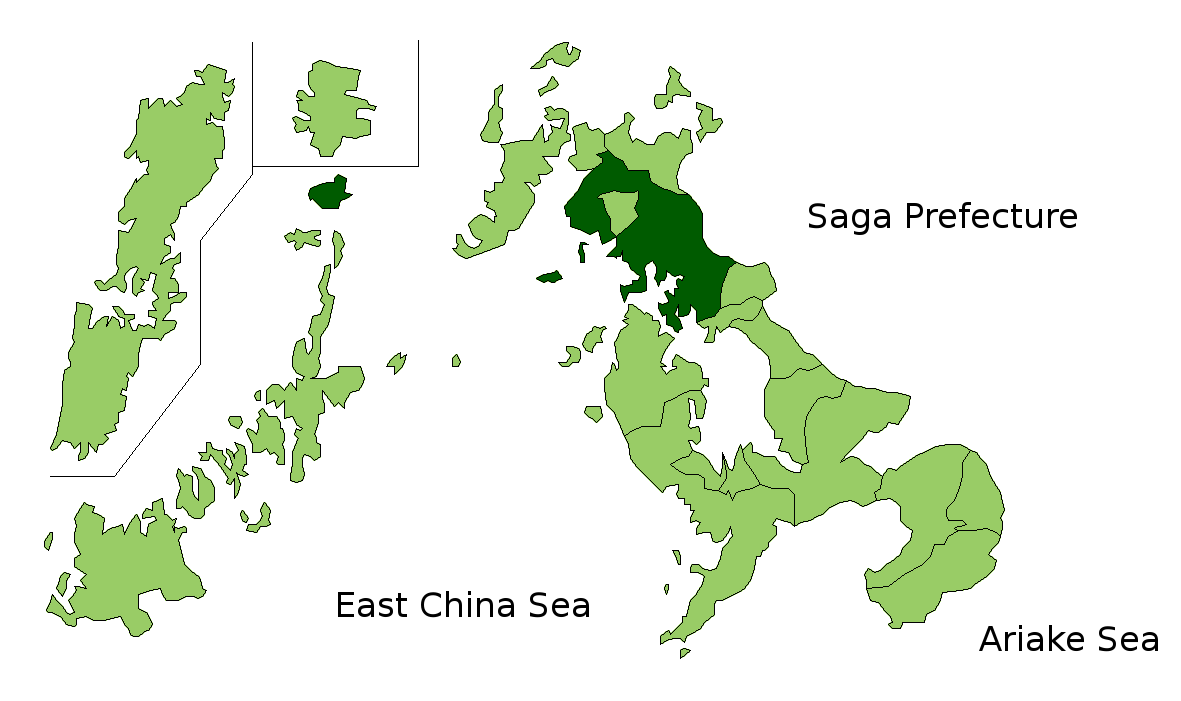

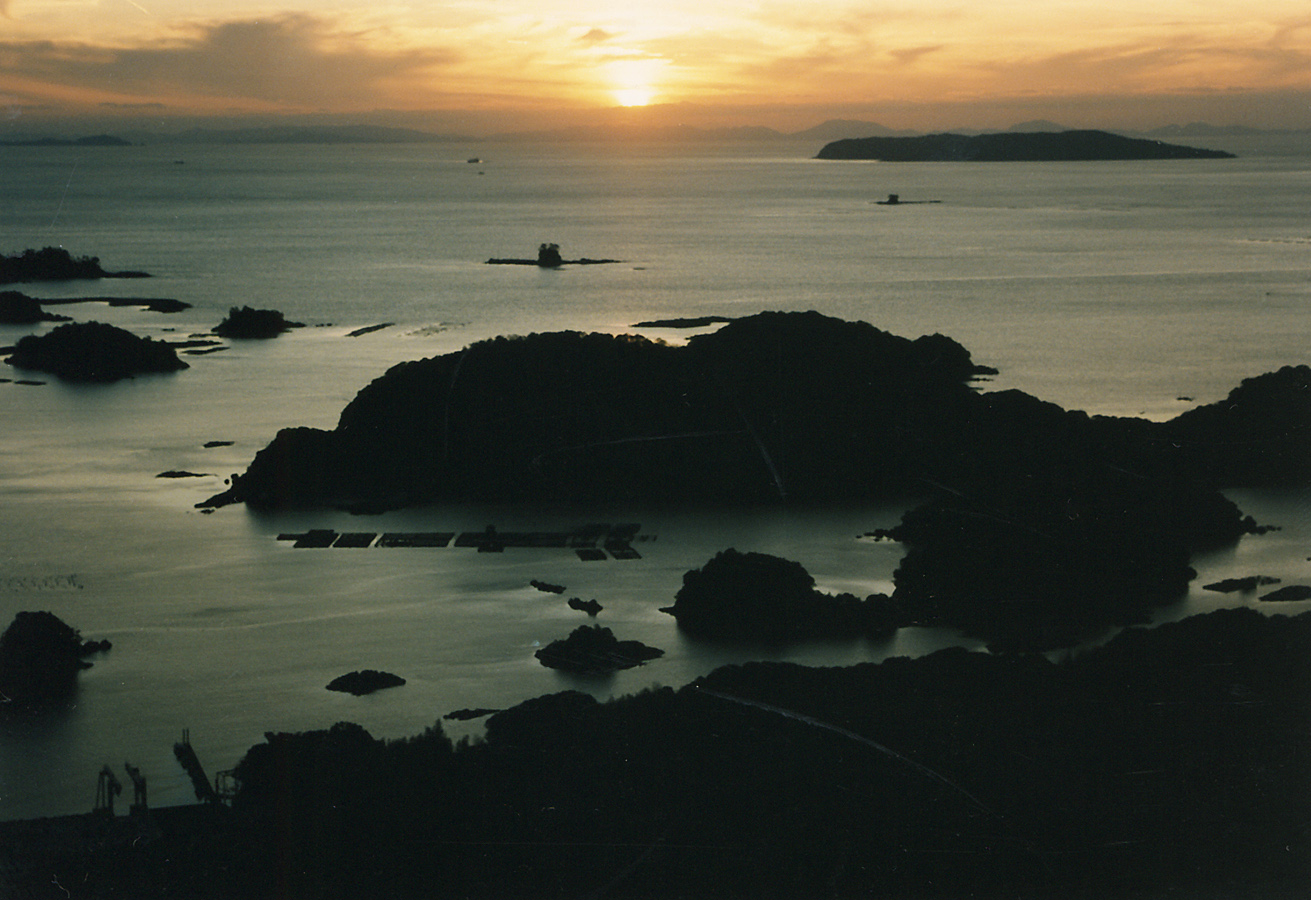
Insule aparţinând de Sasebo

Sasebo (佐世保市 Sasebo-shi?) este un municipiu din Japonia, prefectura Nagasaki.